# Wojciech Puzyna
Wojciech Puzyna (ur. 7 września 1951 w Warszawie) – polski lekarz położnik i ginekolog, doktor nauk medycznych, dyrektor Szpitala Specjalistycznego św. Zofii w Warszawie.

## Życiorys
Ukończył w 1975 studia trenerskie na AWF w Poznaniu. W 1977 został absolwentem Wydziału Lekarskiego Akademii Medycznej w Warszawie. Specjalizacje lekarskie uzyskał z dziedziny ortopedii (I stopnia), z zakresu położnictwa i ginekologii oraz medycyny sportowej (II stopnia). W 1988 obronił pracę doktorską pt. Wpływ przebiegu porodu na hemostazę u noworodka, której promotorką była Jadwiga Kuczyńska-Sicińska. W 2001 ukończył studia na Wydziale Zarządzania Uniwersytetu Warszawskiego.
W latach 1970–1972 był instruktorem wioślarstwa w AZS Warszawa, w latach 1973–1977 pracował jako instruktor, trener II i I klasy wioślarstwa kadry narodowej juniorek. Od 1977 do 1981 był zatrudniony w Centralnej Przychodni Sportowo-Lekarskiej w Warszawie, następnie od 1982 do 1991 w II Klinice Położnictwa i Ginekologii stołecznej Akademii Medycznej. W 1992 objął stanowisko dyrektora Szpitala Specjalistycznego im. św. Zofii w Warszawie.
W 2002 z listy Platformy Obywatelskiej kandydował bez powodzenia do sejmiku mazowieckiego.

## Odznaczenia i wyróżnienia
Odznaczony Złotym Krzyżem Zasługi (2002) i Krzyżem Oficerskim Orderu Odrodzenia Polski (2012). Wyróżniany tytułem „Menedżera Roku w Ochronie Zdrowia” (2002, 2014).

## Życie prywatne
Syn Czesława Marii Puzyny oraz Jadwigi Puzyniny. Brat Stanisława Puzyny i Joanny Krupskiej. Żonaty, ojciec czwórki dzieci.